# MILAN

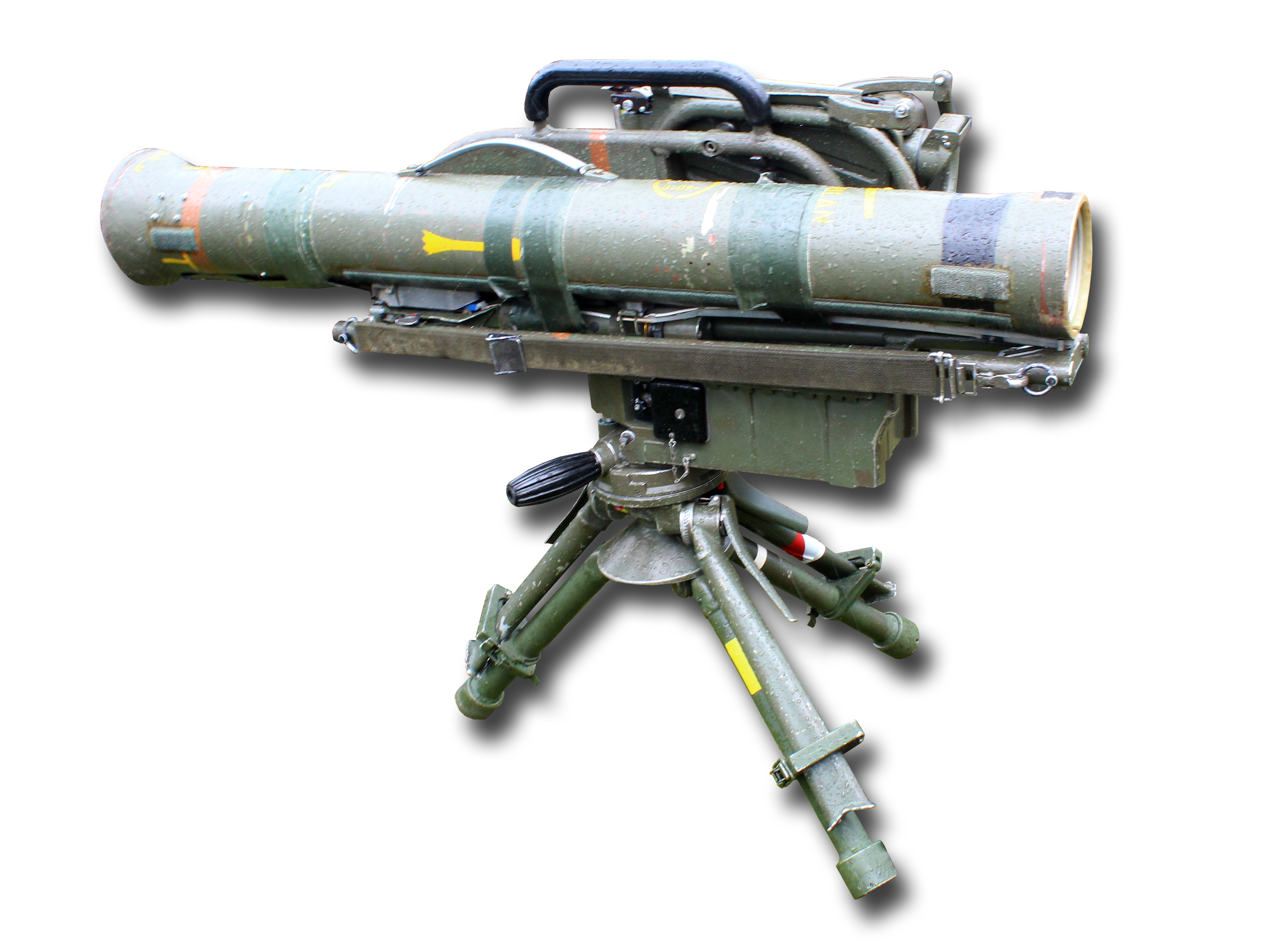
Um lançador MILAN da Bundeswehr.

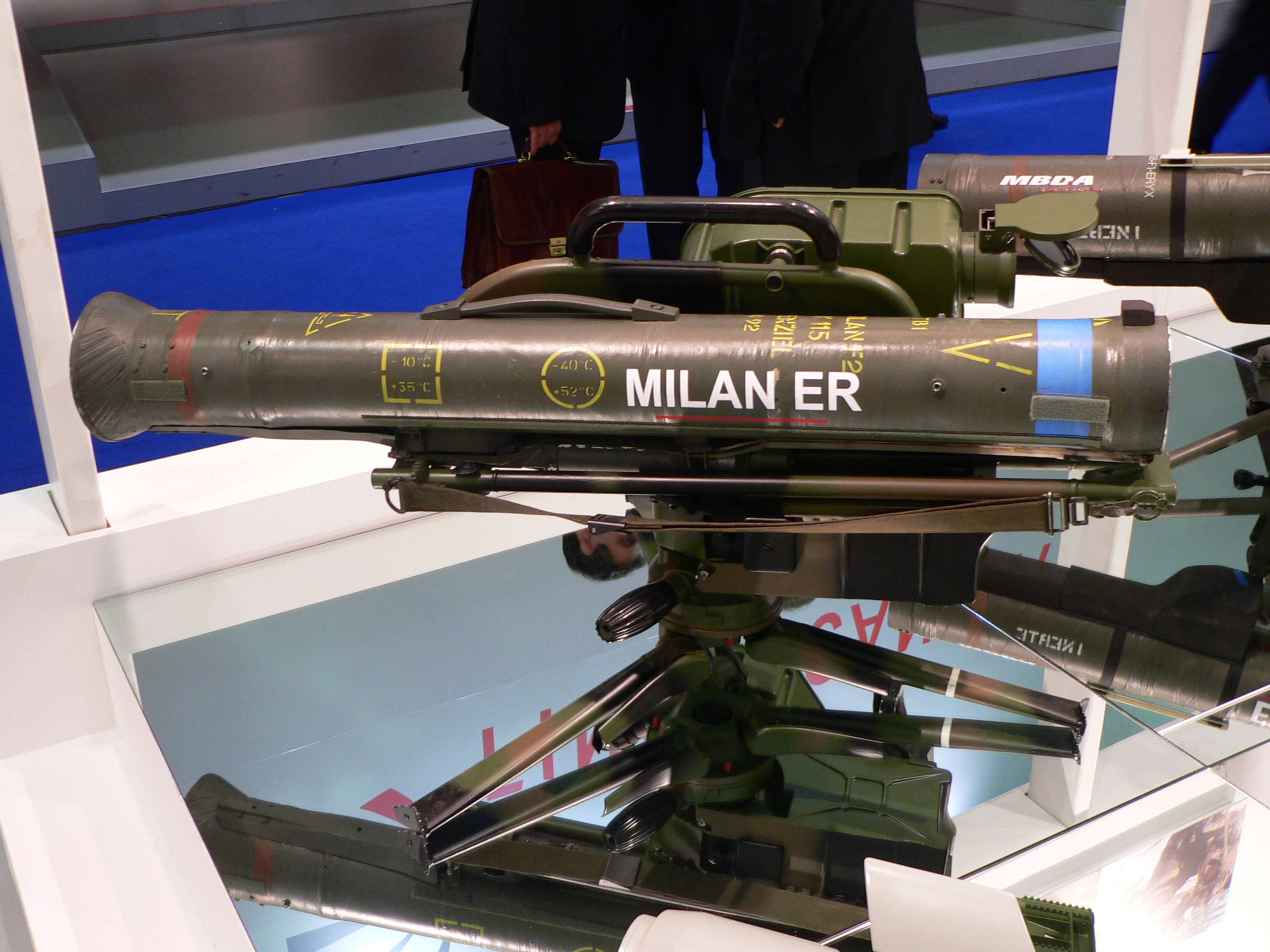
Um MILAN ER.

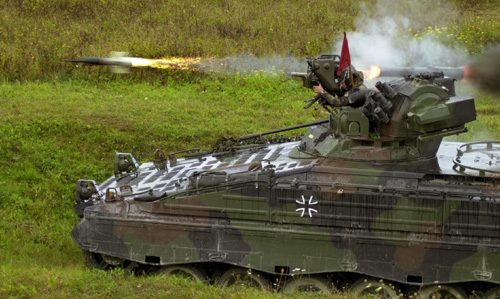
Disparo de um MILAN a partir de uma viatura blindada Marder do Exército Alemão.

MILAN (sigla francesa de Missile d'Infanterie, Léger, Antichar - Míssil de Infantaria, Ligeiro, Anticarro) é um sistema de míssil anticarro europeu. O projecto do MILAN começou em 1962, resultante da cooperação franco-alemã. Ficou pronto para ensaios em 1971 e entrou em serviço em 1972. Além da Alemanha o MILAN foi fabricado sob licença no Reino Unido, Espanha e Índia.
O MILAN é um míssil guiado por fio através do sistema SACLOS, significando que a mira da unidade de lançamento tem que estar fixa no alvo até o míssil o atingir. Além disso, o MILAN pode ser equipado com uma mira térmica para lhe dar capacidade de fazer tiro nocturno.

## Uso em Portugal
O sistema MILAN entrou em serviço nas Tropas Páraquedistas, então integradas na Força Aérea Portuguesa em 1982, tornando-se o primeiro míssil anticarro a equipar as Forças Armadas de Portugal. Actualmente o MILAN equipa os Pelotões Anticarro das unidades de infantaria páraquedistas e motorizadas do Exército Português e dos Fuzileiros Navais. O MILAN equipa também os esquadrões de reconhecimento do Exército, montado nas  viaturas blindadas ligeiras Panhard M11.

## Operadores

### Operadores Atuais
- Afeganistão  - Exército Nacional do Afeganistão - 271[1]
- África do Sul - Exército da África do Sul - 375 [2][3][4]
- Alemanha - Bundeswehr - 109 [1]
- Arábia Saudita - Exército da Arábia Saudita - 373 [1]
- Argélia - Exército Popular Nacional da Argélia - 340[1]
- Bahrein - Exército Real do Bahrein - 343, montados em viaturas AIFV-B-Milan [1]
- Bósnia e Herzegovina - Forças Armadas da Bósnia e Herzegovina - 90 [1]
- Botswana - Forças de Defesa de Botswana [5]
- Brasil - Exército Brasileiro - 406 [1]
- Camarões - Exército Camaronês - 466 [1]
- Chade - Forças Terrestres Chadianas - 469 [1], em viaturas leves [6][7]
- Chipre - Guarda Nacional Cipriota - 95 [1]
- Egito - Exército Egípcio - 345 [1]
- Emirados Árabes Unidos - Exército dos Emirados Árabes Unidos - 381 [1]
- França - Exército de Terra Francês [1]
- Gabão - Exército Gabonês [1]
- Grécia - Exército da Grécia - 112 [1]
- Iêmen - Forças Armadas do Iêmen
- Índia - Exército Indiano - 23.500 [2]
- Indonésia - Exército da Indonésia - 276 [1]
- Iraque - Exército Iraquiano
- Itália - Exército Italiano - 17.970 mísseis e 714 lançadores [1]
- Jordânia - Exército da Jordânia - 358, montados em viaturas AIFV-B-Milan [1]
- Líbano - Forças Armadas do Líbano - 362 [1]
- Líbia - Exército Nacional Líbio - 1400 [8]
- Macedônia do Norte - Forças Armadas da Macedônia do Norte - 126 [1]
- Marrocos - Exército Real Marroquino - 367 [1]
- Mauritânia - Exército da Mauritânia - 365 [1]
- México - Exército Mexicano - 427, montados em viaturas Panhard VBL [1]
- Omã - Exército Real do Omã - 370 [1]
- Portugal - Exército Português e Corpo de Fuzileiros - 137 [1]
- Quênia - Exército Queniano - 483 [1]
- Senegal - Exército Senegalês - 496 [1]
- Singapura - Exército de Singapura - 307 [1]
- Síria - Exército Árabe Sírio - 377 [1]
- Tunísia - Forças Armadas da Tunísia - 120 [2]
- Turquia - Exército da Turquia - 154 [1]
- Ucrânia - Exército Ucraniano - Doados pela França no interim da Invasão da Ucrânia pela Rússia [9]
- Uruguai - Exército Uruguaio - 438 [1]

### Ex-Operadores
- Austrália
- Bélgica
- Catar
- Espanha
- Estónia
- Irlanda
- Reino Unido
- Somália